# Vermenton (ancienne commune)
Vermenton est une ancienne commune française située dans le département de l'Yonne en région Bourgogne-Franche-Comté.
Le 1er janvier 2016, elle fusionne avec la commune voisine Sacy pour donner naissance à la nouvelle commune de Vermenton qui prend le statut de commune nouvelle.

## Géographie
La commune s'est établie sur les collines de la rive droite : d'où son appellation de « Pays des belles collines ».
Son territoire, bordé par la Cure, est limitrophe de ceux de sept communes :

## Histoire
Quatre villae sont connues : Montalery Montacourt, occupé de la Tène au haut Moyen-Âge ; L’Abîme, daté de l'Antiquité tardive et du haut Moyen Age ; Régny (sous l'abbaye), occupé dans l’antiquité romaine et au Haut Moyen-Âge.
En 620 Didier, évêque d'Auxerre (605 – 621) donne Riniacum, lieu de la future abbaye de Reigny sur Vermenton, à l’Église d'Auxerre.
En 901 Vermenton serait restituée à l'évêque d'Auxerre[réf. nécessaire], bien que l'abbé Lebeuf, qui mentionne d'autres terres restituées à l'évêque Hérifrid (évêque 887-910), ne mentionne pas Vermenton.
En 1157, il est fait mention du château (castrum) de Bétry. Il est construit au nord de la ville. « Il est tenu en fief par les comtes d'Auxerre » mais leur suzerain pour ce château est le chapitre d'Auxerre — certains évêques se font remarquer par leur insistance à le prouver — face à des seigneurs qui insistent tout autant pour prouver le contraire. Ainsi Pierre de Courtenay, comte d'Auxerre et de Tonnerre de 1185 à 1219, a affaire à Guillaume de Seignelay, évêque d'Auxerre de 1207 à 1220. Pierre fait de son mieux pour soustraire les châteaux de Bétry et de Mailly à l'évêché. Il va jusqu'à faire allégeance à la comtesse-régente de Champagne, Blanche de Navarre, mais en vain : l'évêque Guillaume le poursuit devant les juges du pape et Pierre doit lui rendre ces châteaux en 1210. La fille de Pierre, Mahaut de Courtenay, comtesse d'Auxerre de 1193 à 1213, doit elle aussi non seulement laisser le château de Bétry à la disposition de l'évêque d'Auxerre Guy de Mello (1247-1269) — ainsi que ses châteaux de Châteauneuf, Saint-Sauveur, Cosne et Mailly — mais elle doit aussi lui en remettre les clés « tout le temps qu'il est nécessaire à Guy pour coucher au moins une nuit dans chacun des châteaux ». Guy ne redonne les clés des châteaux qu'une fois qu'il les a tous ainsi visités.
En 1213, la chapelle Saint-Clément du château devient église paroissiale : ainsi en a décidé l'évêque d'Auxerre Guillaume de Seignelay, qui trouve que les fortifications gardées sont difficiles à franchir lorsque les habitants du château vont à la messe à Vermenton, ou pour le prêtre en cas de malade ou de baptême dans l'enceinte. Une première enceinte est construite en 1368 : elle entoure le quartier de l'église. Elle sera restaurée sur ordre du roi Charles VI (rue de la barrière). Louis XII, en 1514, donne son accord pour la construction d'une deuxième enceinte. La ville, à cette époque, est soumise à trois juridictions : royale (avec la potence rue de l'échelle ; le comté de Champagne a intégré la Couronne en 1284/1314, et le comté d'Auxerre fait de même en 1370) ; abbatiale (abbaye de Reigny) ; et féodale (Bazarnes).
En 1746, c'est dans la tour du Méridien que se tiennent les assemblées de la commune.
Vermenton est le lieu d'un camp d'entraînement militaire lors de la Première Guerre mondiale. La commune est occupée par les Allemands pendant la Seconde Guerre mondiale jusqu'en août 1944, l'abbaye de Reigny devenant un lieu d'accueil pour les résistants.
Le 1er janvier 2016, la commune fusionne avec Sacy pour former une commune nouvelle qui garde le nom de Vermenton.

## Politique et administration

### Liste des maires
| Période                                  | Période       | Identité           | Étiquette | Qualité                    |
| ---------------------------------------- | ------------- | ------------------ | --------- | -------------------------- |
| Les données manquantes sont à compléter. |               |                    |           |                            |
| 1989                                     | 2002          | Jean-Marie Rolland | UMP       | Conseiller général, député |
| 2002                                     | 2008          | Christian Dereims  |           |                            |
| 2014                                     | décembre 2015 | Yves Depouhon      | SE        |                            |

### Environnement
La commune cotise à l'association Conseil national de villes et villages fleuris qui lui a attribué le niveau « deux fleurs ».

### Jumelages
Vermenton est jumelée depuis 1985 avec Zerf et Greimérath, deux villages allemands de Rhénanie-Palatinat.

## Démographie
L'évolution du nombre d'habitants est connue à travers les recensements de la population effectués dans la commune depuis 1793. À partir du 1er janvier 2009, les populations légales des communes sont publiées annuellement dans le cadre d'un recensement qui repose désormais sur une collecte d'information annuelle, concernant successivement tous les territoires communaux au cours d'une période de cinq ans. 
Pour les communes de moins de 10 000 habitants, une enquête de recensement portant sur toute la population est réalisée tous les cinq ans, les populations légales des années intermédiaires étant quant à elles estimées par interpolation ou extrapolation. Pour la commune, le premier recensement exhaustif entrant dans le cadre du nouveau dispositif a été réalisé en 2008,.
En 2013, la commune comptait 1 172 habitants, en évolution de −2,66 % par rapport à 2008 (Yonne : −0,46 %, France hors Mayotte : +2,49 %).
| 1793  | 1800  | 1806  | 1821  | 1831  | 1836  | 1841  | 1846  | 1851  |
| ----- | ----- | ----- | ----- | ----- | ----- | ----- | ----- | ----- |
| 2 316 | 2 634 | 2 546 | 2 665 | 2 830 | 2 726 | 2 616 | 2 557 | 2 714 |

| 1856  | 1861  | 1866  | 1872  | 1876  | 1881  | 1886  | 1891  | 1896  |
| ----- | ----- | ----- | ----- | ----- | ----- | ----- | ----- | ----- |
| 2 316 | 2 509 | 2 508 | 2 332 | 2 233 | 2 215 | 2 240 | 2 149 | 2 145 |

| 1901  | 1906  | 1911  | 1921  | 1926  | 1931  | 1936  | 1946  | 1954  |
| ----- | ----- | ----- | ----- | ----- | ----- | ----- | ----- | ----- |
| 1 951 | 1 842 | 1 746 | 1 559 | 1 612 | 1 579 | 1 352 | 1 359 | 1 430 |

| 1962  | 1968  | 1975  | 1982  | 1990  | 1999  | 2008  | 2013  | - |
| ----- | ----- | ----- | ----- | ----- | ----- | ----- | ----- | - |
| 1 391 | 1 319 | 1 261 | 1 166 | 1 105 | 1 199 | 1 204 | 1 172 | - |

## Économie
Dès le XIIIe siècle, l'essor de Vermenton est dû à l'activité autour de la Cure.
Tout d'abord les fours à chaux dont il ne reste qu'un pont, plusieurs mètres de rails, une colline éventrée.
Le flottage du bois pour Paris permet d'aménager un port et de construire un barrage. L'activité décline à partir de 1923.
La vigne jusqu'à la crise du phylloxéra en 1887 : les petites cabanes en pierres sèches en sont un témoignage.

## Culture locale et patrimoine

### Lieux et monuments
L'église Notre-Dame de Vermenton est classée à l'inventaire des monuments historiques depuis le 8 juin 1920. « La nef et le portail, qui, lui, ressemble à celui de Vézelay et de Saint-Lazare d'Avallon, datent du XIIe et XIIIe siècles. Le chœur est du XIVe siècle. Le clocher rappelle ceux de l'église Saint-Eusèbe et de l'abbaye Saint-Germain d'Auxerre. Les sarcophages, découverts au XVIIIe siècle, attestent de la présence d'un ancien cimetière qui pourrait dater de l'époque mérovingienne ».
Les deux hôpitaux : 
- la Maison-Dieu, construite au XIIIe siècle ;
- la Maladrerie, ou léproserie, était en bordure de la Cure. En 1358, les Anglais, lors de la guerre de Cent Ans détruisent partiellement les bâtiments.

Le pont a été construit en 1238 et détruit au XVIe siècle au cours des guerres de Religion.
L'abbaye de Reigny, édifiée en 1120 est classée à l'inventaire des monuments historiques depuis 1920.
Le cadran solaire de Vermenton est classé à l'inventaire des monuments historiques depuis 1991.

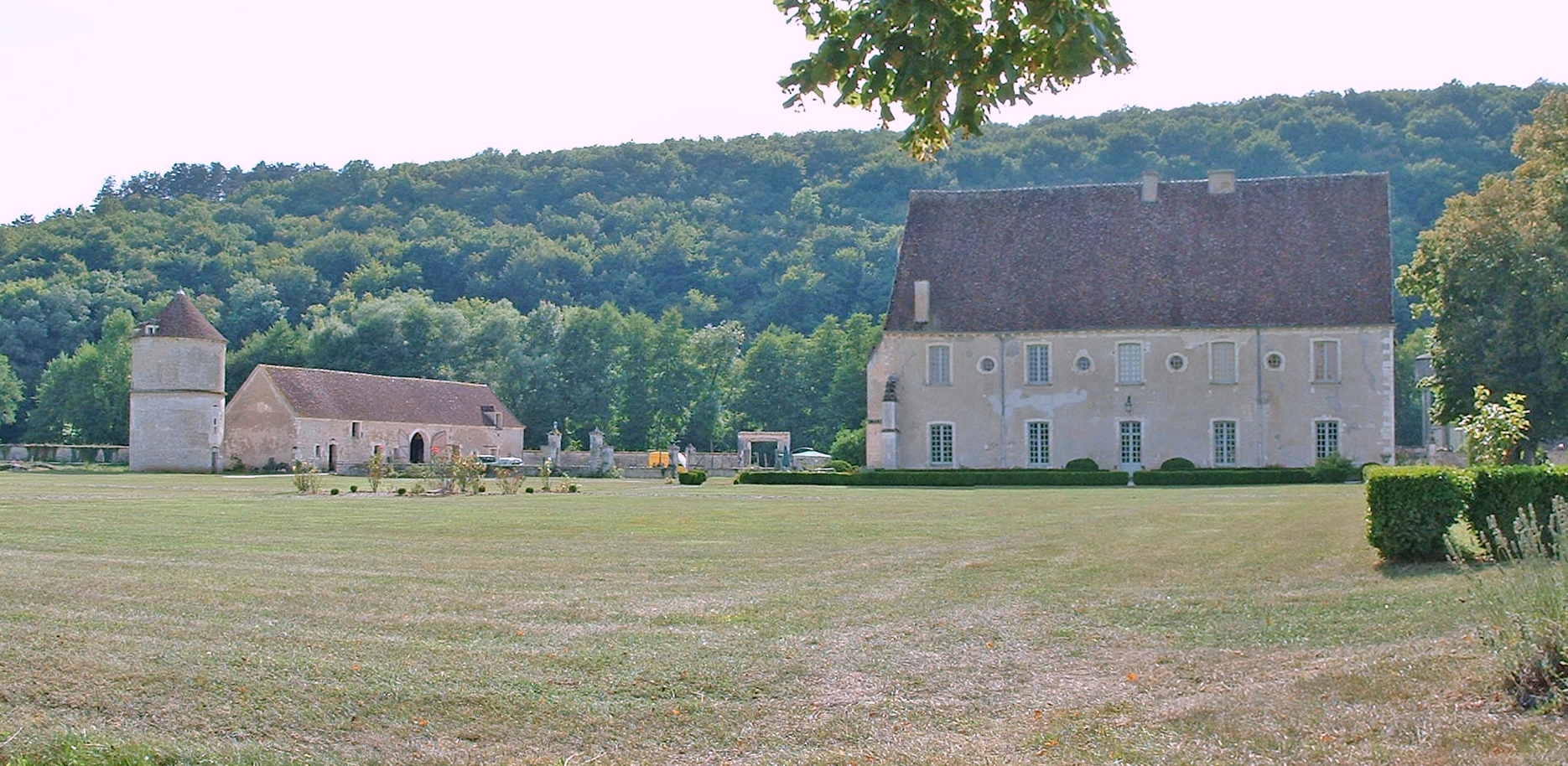
L'abbaye de Reigny.
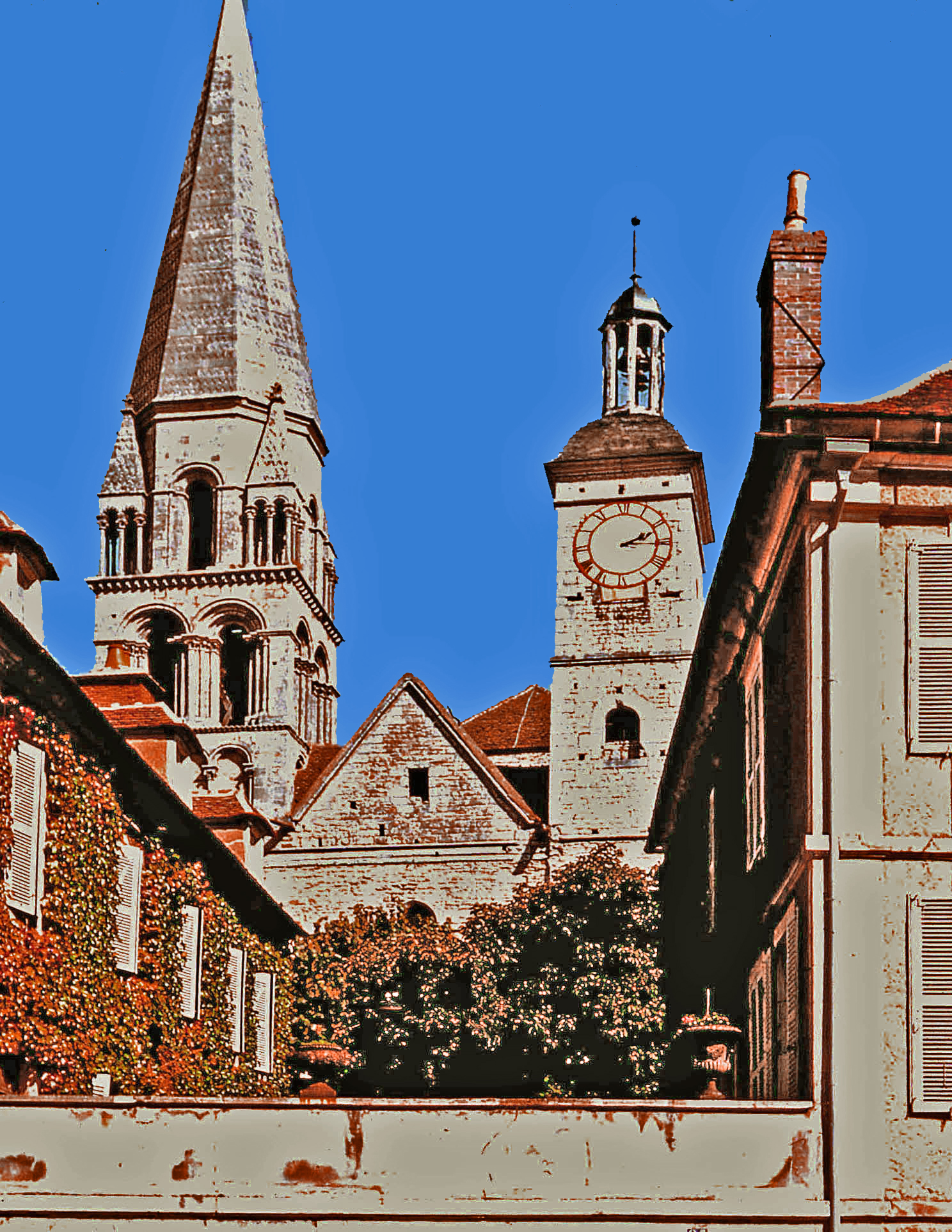
L'église Notre-Dame.
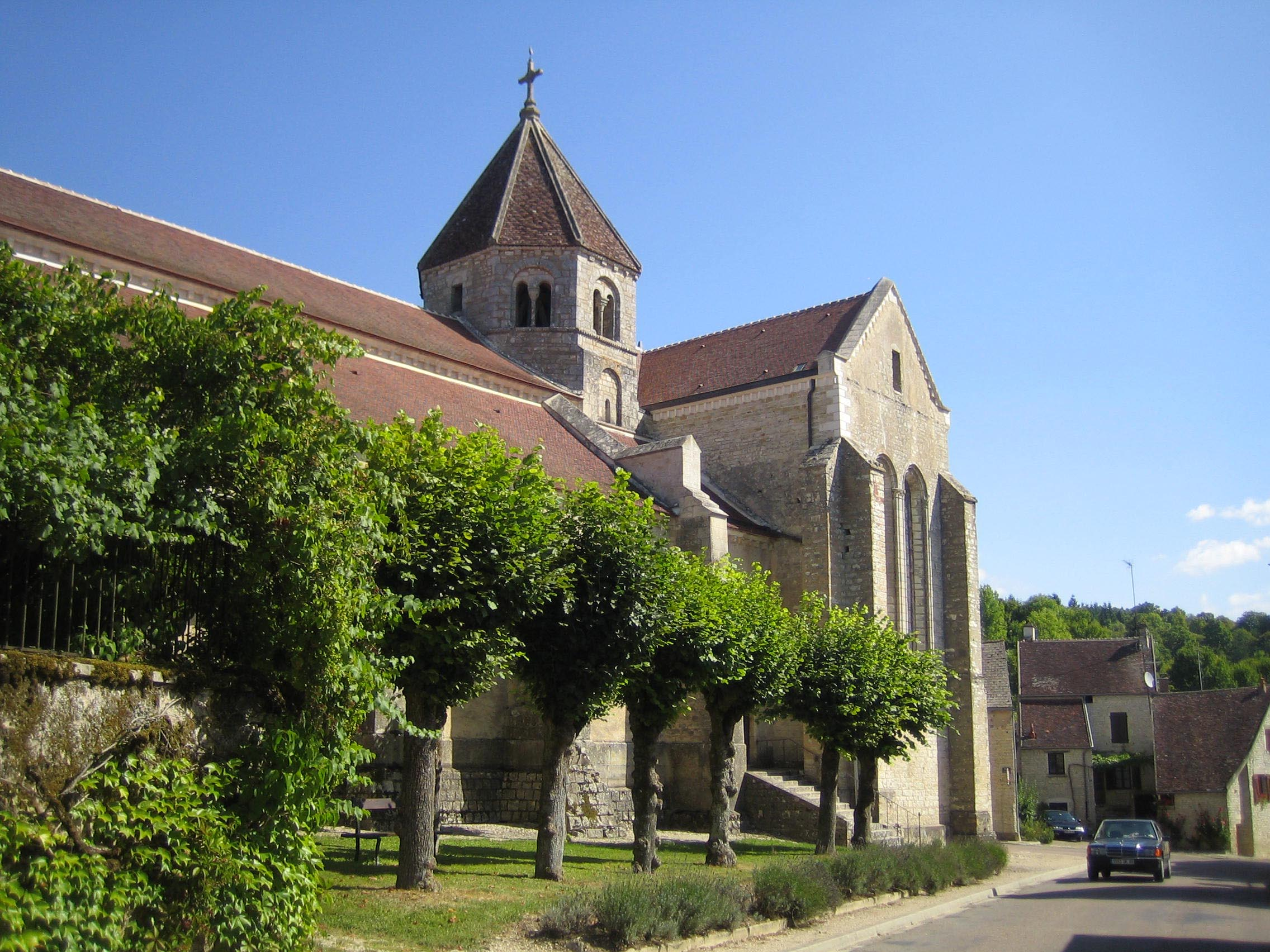
L'église de Sacy.
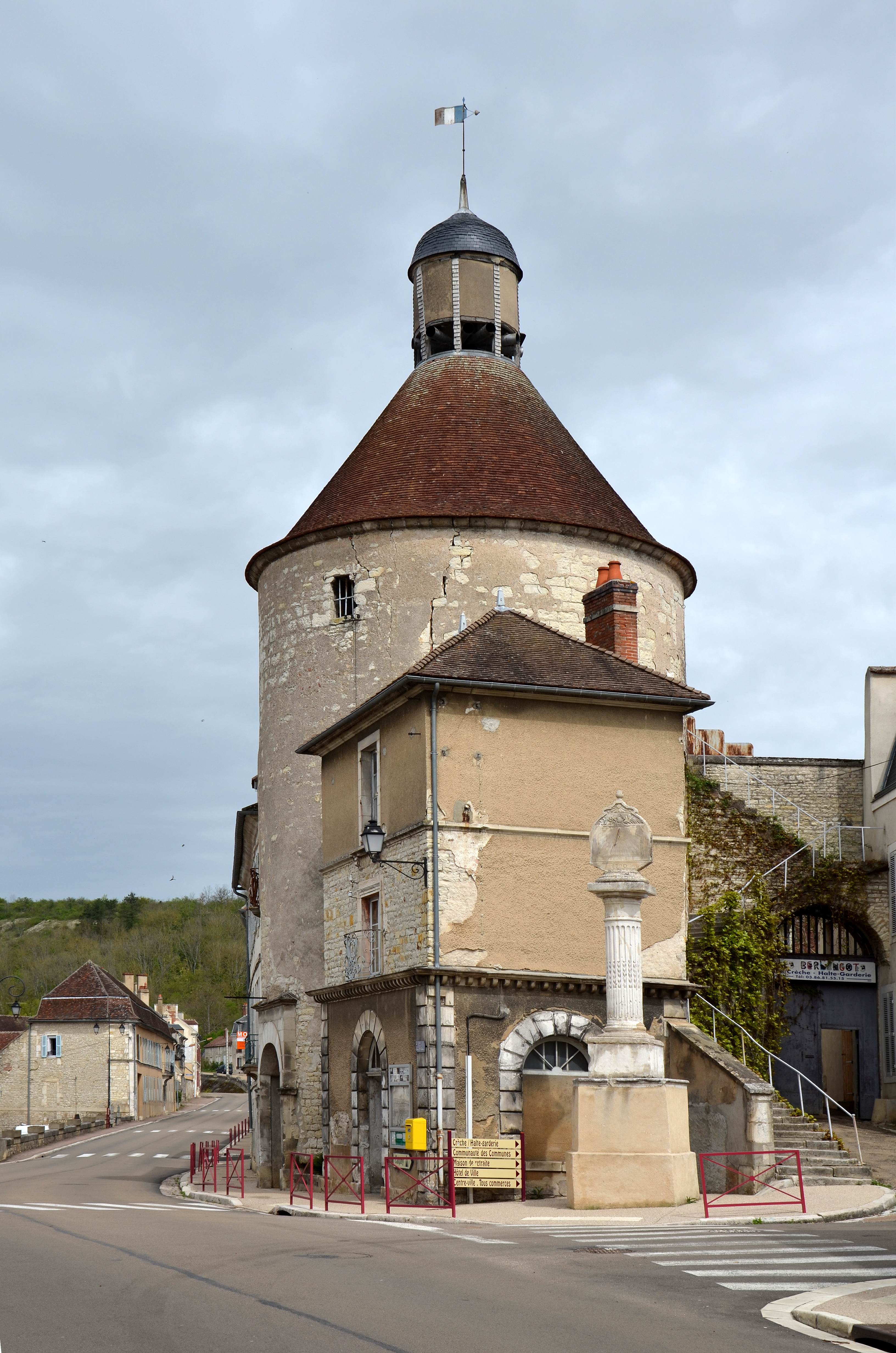
La tour du Méridien.
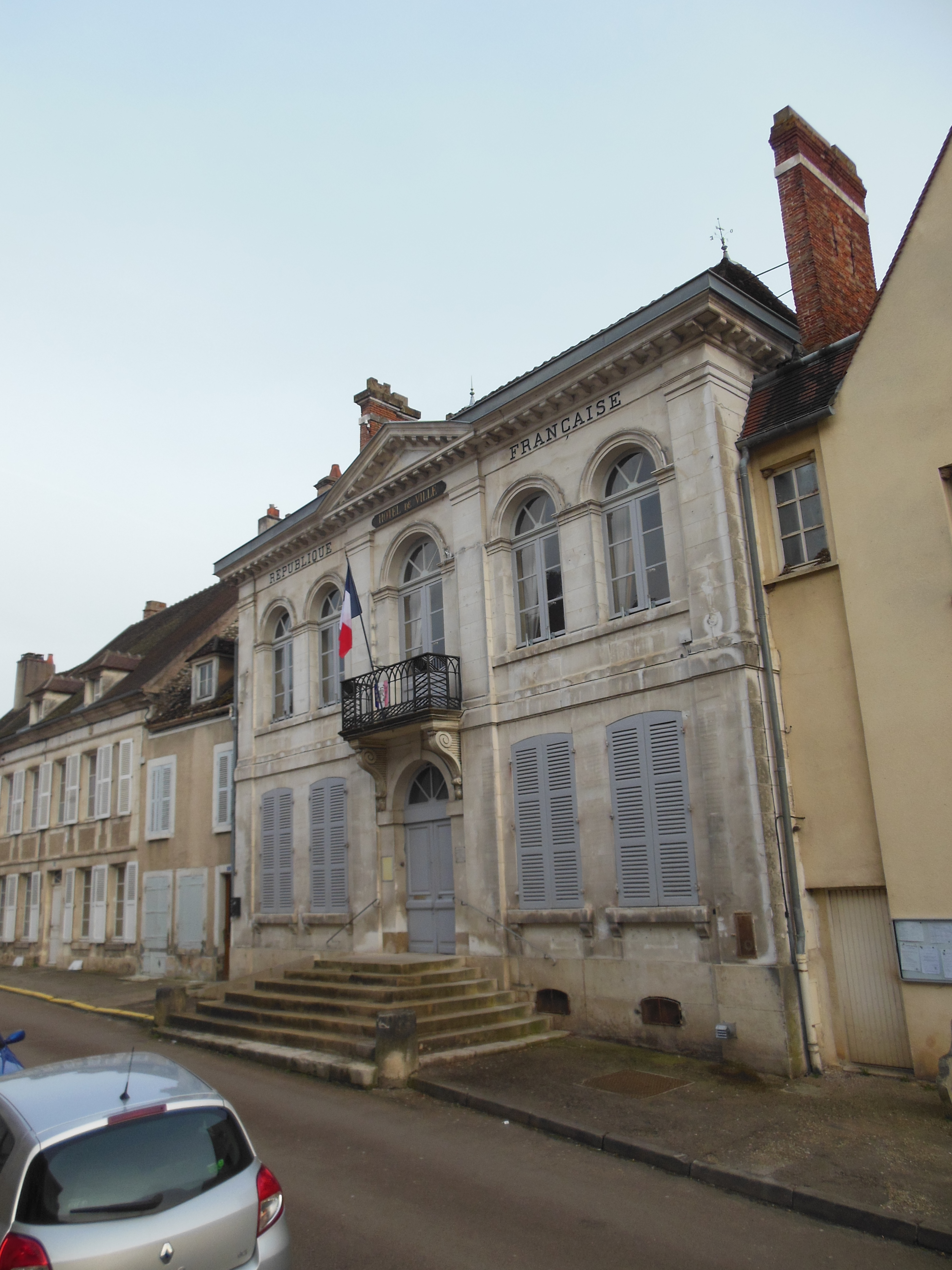
La mairie.
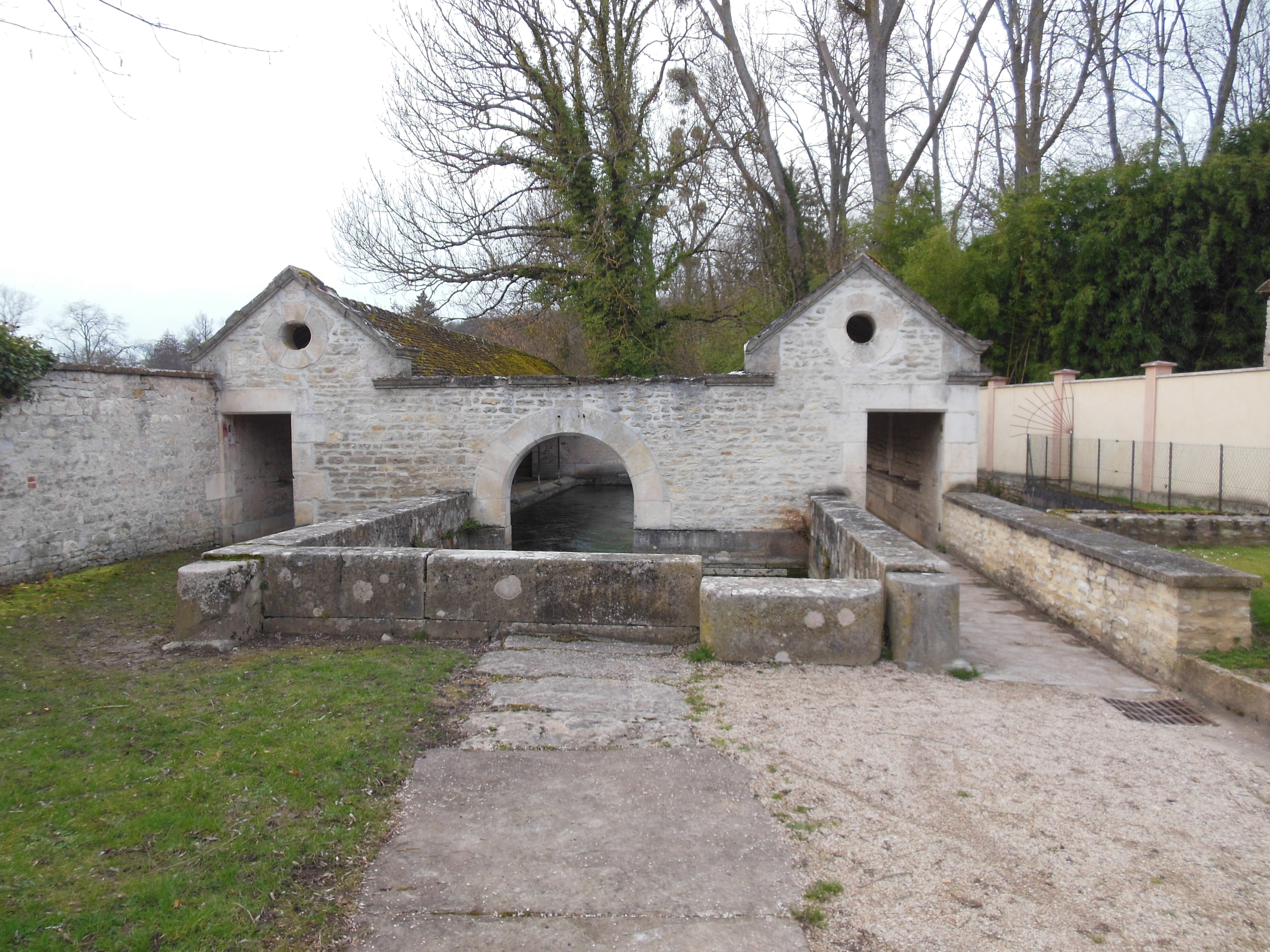
Le lavoir.

### Personnalités liées à la commune
- Étienne Jeaurat (1699-1789), peintre et dessinateur. Né à Vermenton, il y habitait pendant les beaux jours.
- François Soufflot le Romain (1750-1801), architecte, y est né.
- Laurent Bertrand (1795-1861), homme politique, né à Vermenton.
- Napoléon Ier, arrivant de l'île d'Elbe, s'arrêta pour déjeuner à Vermenton[15].
- Victor Hugo fut arrêté à Vermenton par la maréchaussée pour port illégal de décoration : il avait pourtant à son âge d'alors de 23 ans le ruban rouge de l'ordre de la Légion d'honneur[16].
- Étienne Gilson (1884-1978), philosophe et historien. Il vécut à partir de 1935 dans la maison d'Étienne Jeaurat.

### Héraldique
Le blason de la commune se décrit en héraldique comme suit : de sable à trois tours d'argent ouvertes et ajourées du champ, rangées en fasce.

## Pour approfondir